# Mała Wołycia
Mała Wołycia (ukr. Мала Волиця) – wieś na Ukrainie, w obwodzie żytomierskim, w rejonie żytomierskim, w hromadzie Olszanka. W 2001 liczyła 375 mieszkańców, spośród których 371 wskazało jako ojczysty język ukraiński, a 4 rosyjski.